# 정여창 일두문집 목판
정여창 일두문집 목판(鄭汝昌 一蠹文集 木板)은 대한민국 경상남도 함양군 남계서원에 있는, 조선 전기 문신이자 5현 중의 한 사람인 일두 정여창(1450∼1504)의 문집을 새긴 책판이다.
1972년 12월 29일 경상남도의 유형문화재 제166호 일두선생 문집책판으로 지정되었다가, 2018년 12월 20일 현재의 명칭으로 변경되었다.

## 개요
조선 전기 문신이자 5현 중의 한 사람인 일두 정여창(1450∼1504)의 문집을 새긴 책판이다.
정여창은 김굉필과 김종직의 문인으로 무오사화 때 종성으로 유배되었다. 그리고 갑자사화 때에는 부관참시(部灌斬屍:죽은 시체에 형을 가함)를 당하였다. 정여창은 당시 성리학의 대가로 경사(經史)에 통달했으며 역행실천을 통해 많은 독서를 했으나 사화 때문에 저술이 거의 전하지 못하고 있다. 다만 얼마되지 않은 유집만 전할 뿐이다.
이 문집은 정구(鄭逑)와 정여창의 증손자 정수민이 함께 수집·검수한 것을 인조 13년(1635)에 처음 발행하였다. 이어 영조 19년(1743)에 도암 이재(李縡)가 초간본에 누락된 것을 보완, 편집하여 유집(遺集) 3권으로 발행하였다. 그 후 1919년에 남계서원에서 다시 정여창의 시문과 사우록, 그리고 정여창의 후손 정환주가 수집한 것을 모아 속집으로 부록을 포함 4권으로 발간하였다.
따라서 이 문집은 유집 3권, 속집 4권으로 되어 있으며, 현재 책판은 남계서원 장판각에 보관되어 있다.

## 같이 보기
- 정여창

## 참고 문헌
- 정여창 일두문집 목판 - 국가유산청 국가유산포털